# Dehio Innviertel 2020
Das Dehio-Handbuch – Oberösterreich – Innviertel erschien 2020 als 3. Band einer vom Bundesdenkmalamt begonnenen Dehio-Reihe zu Oberösterreich zum Innviertel.
Das flächendeckende Kurzinventar des gesamten potentiellen und tatsächlichen Denkmalbestandes an Baudenkmalen in Österreich wurde unter der damaligen Leiterin der Abteilung Denkmalverzeichnis Ulrike Knall-Brskovsky bis Ende 2009 abgeschlossen. Die Textierung für Großobjekte wie Kirchen, Klöster, Schlösser führte zu einer langen Bearbeitungsdauer bis Ende 2019, anfangs mit Ulrike Knall-Brskovsky und der späteren Landeskonservatorin von Oberösterreich, dann unter Paul Mahringer, danach unter Florian Leitner, welcher das Projekt zu einem Ende brachte.

## Nennung
- Dehio-Handbuch – Oberösterreich – Band III – Innviertel. Bearbeitet von Florian Leitner, Paul Mahringer, Sabine Weigl, Andreas Winkel. Beiträge von Beate Dandler, Johannes Dandler, Josef Goldberger, Christiane Kärcher, Henny Liebhart-Ulm, Margarethe Vyoral-Tschapka, Marianne Pollak, Christine Strohmeier, Franz Peter Wanek, Herbert W. Wurster. Verlag Berger, Horn/Wien 2020, ISBN 978-3-85028-770-8.